# Serrès (district régional)
Le district régional de Serrès (en grec : νομός Σερρών) est un district régional de la périphérie de Macédoine-Centrale. Avant 2010 et la réforme Kallikratis, il avait le statut de nome avec la même étendue géographique.
Sa capitale est la ville de Serrès. Selon le recensement de 2011, la population du district régional compte 176 430 habitants, tandis que celle de la ville de Serrès s'élève à 58 287 habitants.

## Sites archéologiques
- Amphipolis

## Municipalités (dèmes)

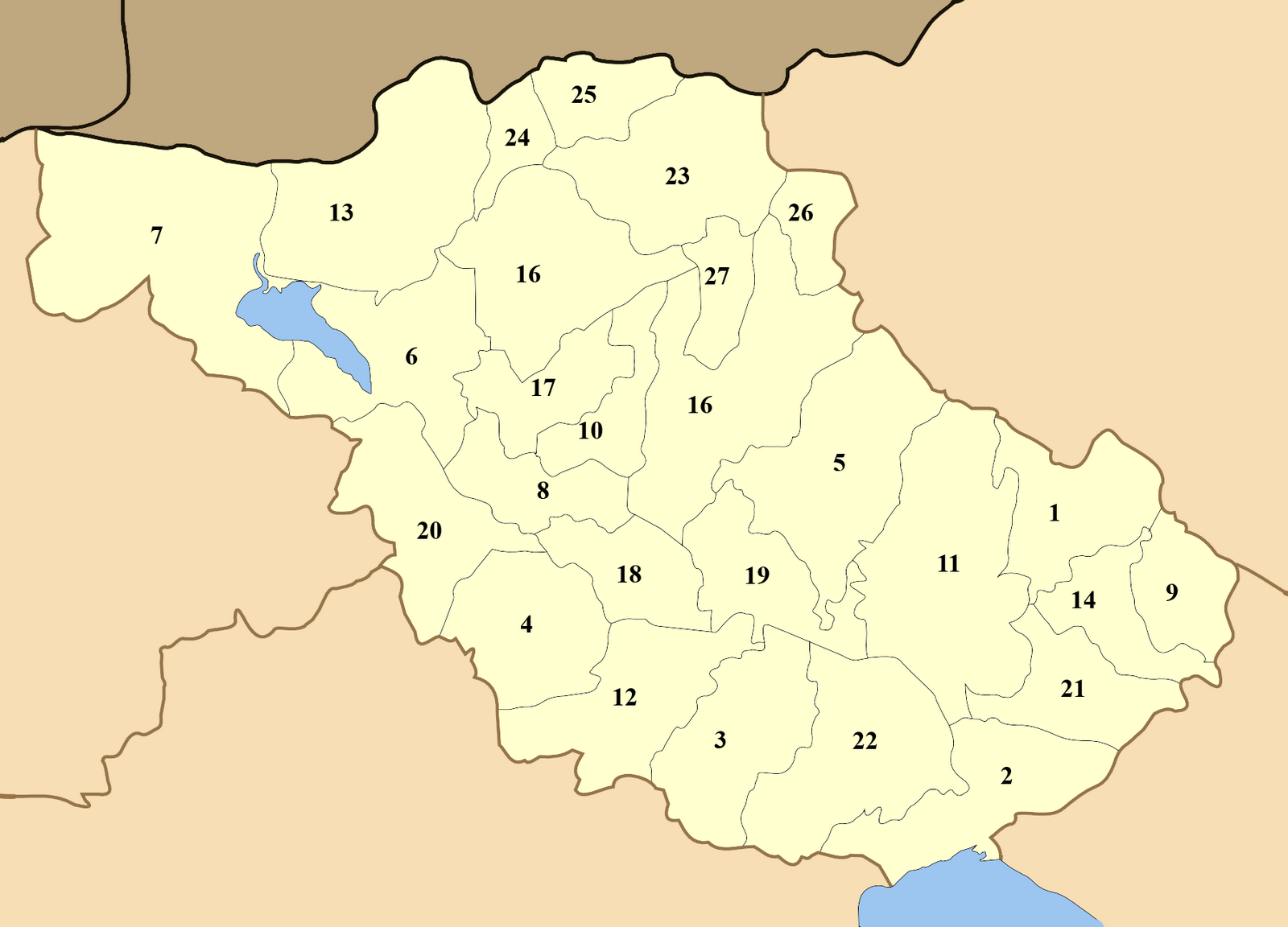
les municipalités du Nome de Serrès

| Dème             | YPES code | Chef-lieu (si nom différent) | Code postal | Préfixe tel. |
| ---------------- | --------- | ---------------------------- | ----------- | ------------ |
| Achinos          | 4705      | Sitochori                    | 622 00      | 23220-5      |
| Achladochóri     | 4706      | -                            | 623 00      | 23230-6      |
| Agkistro         | 4701      | -                            | 623 00      | 23230-4      |
| Alistráti        | 4702      | -                            | 620 45      | 23720-5      |
| Amphipolis       | 4703      | Palaiokomi                   | 620 41      | 23240-9      |
| Áno Vrondoú      | 4704      | -                            | 621 00      | 23210-8      |
| Bisaltie         | 4707      | Dimitritsi                   | 622 00      | 23220-6      |
| Emmanouíl Pappás | 4708      | Chryso                       | 620 46      | 23210-7      |
| Iráklia          | 4709      | -                            | 624 00      | 23250-2      |
| Kerkini          | 4711      | Rodopoli                     | 620 52      | 23170-2      |
| Kormísta         | 4712      | Nea Bafra                    | 620 47      | 23240-8      |
| Lefkónas         | 4713      | -                            | 621 00      | 23210-9      |
| Mitroúsi         | 4710      | Provatás (el)                | 621 00      | 23210-9      |
| Néa Zíchni       | 4714      | -                            | 620 42      | 23240-2      |
| Nigrita          | 4715      | -                            | 622 00      | 23220-2      |
| Oriní            | 4716      | -                            | 621 00      | 23210-5      |
| Petrítsi         | 4717      | Neo Petritsi                 | 620 43      | 23230-4      |
| Promachónas      | 4718      | -                            | 623 00      | 23230-4      |
| Próti            | 4719      | -                            | 620 47      | 23240-6      |
| Rodolívos        | 4720      | -                            | 620 41      | 23240-7      |
| Serrès           | 4721      | -                            | 621 00      | 23210-2      |
| Sidirókastro     | 4722      | -                            | 623 00      | 23230-2      |
| Skotoússa        | 4723      | -                            | 621 00      | 23210-9      |
| Skoútari         | 4724      | -                            | 621 00      | 23210-9      |
| Strymonas        | 4725      | Neos Skopos                  | 621 00      | 23210-9      |
| Strymonikó       | 4726      | -                            | 620 54      | 2320-8       |
| Trágilos         | 4727      | Mavrothalassa                | 620 49      | 23220        |